# Friends soundtrack
Friends soundtrack este primul album cu coloana sonoră a serialului Friends. A fost lansat în 1995. 

## Cuprins
1. I'll Be There For You - The Rembrandts
2. I Go Blind - Hootie & the Blowfish
3. Good Intentions - Toad The Wet Sprocket
4. You'll Know You Were Loved - Lou Reed
5. Sexuality - K.D. Lang
6. Shoe Box - Barenaked Ladies
7. It's a Free World, Baby - R.E.M.
8. Sunshine - Paul Westerberg
9. Angel of the Morning - The Pretenders
10. In My Room - Grant Lee Buffalo
11. Big Yellow Taxi - Joni Mitchell
12. Stain Yer Blood - Paul Westerberg
13. I'll Be There for You (versiunea originală) - The Rembrandts
14. I'll Be There for You (instrumental) - The Rembrandts